# Хонијара
Хонијара (енгл. Honiara) је главни град Соломонових острва. По процени из 2003. године, град има 54.600 становника. Име града потиче од речи Нагоњара, што у локалном језику значи „у приветрини“. Налази се на острву Гвадалканал, на ушћу реке Маданико. Хонијара обухвата и луку Појнт Круз. Град је изграђен крајем Другог светског рата да би 1952. године постао главни град уместо Тулагија, дотадашње престонице.

## Географија
Хониара се налази на северозападној обали острва Гвадалканал и укључује морску луку у Појнт Крузу. Река Матаникау протиче кроз град, поред Кинеске четврти, тешко погођене немиром 2006. године. Град је размештен око аутопута Кукум, који га повезује са Међународним аеродромом Хонијара (раније познатим као Хендерсон Филд) око 11 km (6,8 mi) источно од Хонијаре преко реке Лунга. Западно од центра града су предграђа Бела река и Танагај.

### Клима
Клима је тропска, тачније клима тропских прашума (Af), са просечном дневном температуром од око 28 °C (82 °F). Хонијара је влажнија између новембра и априла. Просечна количина падавина годишње је око 2.000 mm (79 in) и стога је нижа од просека на Соломонским острвима у целини (3.000 mm (120 in)). Хонијара је подложна монсунима. Хонијара је 1. фебруара 2010. забележила температуру од 36,1 °C (97,0 °F), што је највиша температура икада забележена на Соломоновим острвима.
| Клима Хонијаре                | Клима Хонијаре | Клима Хонијаре | Клима Хонијаре | Клима Хонијаре | Клима Хонијаре | Клима Хонијаре | Клима Хонијаре | Клима Хонијаре | Клима Хонијаре | Клима Хонијаре | Клима Хонијаре | Клима Хонијаре | Клима Хонијаре |
| Показатељ \ Месец             | .Јан.          | .Феб.          | .Мар.          | .Апр.          | .Мај.          | .Јун.          | .Јул.          | .Авг.          | .Сеп.          | .Окт.          | .Нов.          | .Дец.          | .Год.          |
| ----------------------------- | -------------- | -------------- | -------------- | -------------- | -------------- | -------------- | -------------- | -------------- | -------------- | -------------- | -------------- | -------------- | -------------- |
| Апсолутни максимум, °C (°F)   | 33,9 (93)      | 36,1 (97)      | 33,9 (93)      | 33,4 (92,1)    | 33,6 (92,5)    | 32,8 (91)      | 33,3 (91,9)    | 33,5 (92,3)    | 33,4 (92,1)    | 33,3 (91,9)    | 33,4 (92,1)    | 34,8 (94,6)    | 34,8 (94,6)    |
| Максимум, °C (°F)             | 30,7 (87,3)    | 30,5 (86,9)    | 30,2 (86,4)    | 30,5 (86,9)    | 30,7 (87,3)    | 30,4 (86,7)    | 30,1 (86,2)    | 30,4 (86,7)    | 30,6 (87,1)    | 30,7 (87,3)    | 30,7 (87,3)    | 30,5 (86,9)    | 30,5 (86,9)    |
| Просек, °C (°F)               | 26,7 (80,1)    | 26,6 (79,9)    | 26,6 (79,9)    | 26,5 (79,7)    | 26,6 (79,9)    | 26,4 (79,5)    | 26,1 (79)      | 26,2 (79,2)    | 26,5 (79,7)    | 26,5 (79,7)    | 26,7 (80,1)    | 26,8 (80,2)    | 26,5 (79,7)    |
| Минимум, °C (°F)              | 23,0 (73,4)    | 23,0 (73,4)    | 23,0 (73,4)    | 22,9 (73,2)    | 22,8 (73)      | 22,5 (72,5)    | 22,2 (72)      | 22,1 (71,8)    | 22,3 (72,1)    | 22,5 (72,5)    | 22,7 (72,9)    | 23,0 (73,4)    | 22,7 (72,9)    |
| Апсолутни минимум, °C (°F)    | 20,2 (68,4)    | 20,7 (69,3)    | 20,7 (69,3)    | 20,1 (68,2)    | 20,5 (68,9)    | 19,4 (66,9)    | 18,7 (65,7)    | 18,8 (65,8)    | 18,3 (64,9)    | 17,6 (63,7)    | 17,8 (64)      | 20,5 (68,9)    | 17,6 (63,7)    |
| Количина падавина, mm (in)    | 277 (10,91)    | 287 (11,3)     | 362 (14,25)    | 214 (8,43)     | 141 (5,55)     | 97 (3,82)      | 100 (3,94)     | 92 (3,62)      | 95 (3,74)      | 154 (6,06)     | 141 (5,55)     | 217 (8,54)     | 2,177 (85,71)  |
| Дани са падавинама (≥ 0.1 mm) | 19             | 19             | 23             | 18             | 15             | 13             | 15             | 13             | 13             | 16             | 15             | 18             | 197            |
| Релативна влажност, %         | 80             | 81             | 81             | 80             | 80             | 79             | 75             | 73             | 73             | 75             | 76             | 77             | 78             |
| Сунчани сати — месечни просек | 186,0          | 155,4          | 198,4          | 192,0          | 210,8          | 198,0          | 186,0          | 204,6          | 192,0          | 226,3          | 216,0          | 164,3          | 2.329,8        |
| Сунчани сати — дневни просек  | 6,0            | 5,5            | 6,4            | 6,4            | 6,8            | 6,6            | 6,0            | 6,6            | 6,4            | 7,3            | 7,2            | 5,3            | 6,4            |
| Извор: Deutscher Wetterdienst |                |                |                |                |                |                |                |                |                |                |                |                |                |

## Историја
Име Хониара потиче од nagho ni ara што се отприлике преводи као „место источног ветра“ или „окренуто према југоисточном ветру“ на једном од гвадалканалских језика. Град није опширно документован и о њему постоји мало детаљног материјала.

## Становништво
Према попису из 2021. године, Хонијара има 92.344 становника. Ово чини Хонијару најнасељенијим градом на Соломоновим острвима. То је и најбрже растући популациони центар на Соломоновим острвима. Становништво је прилично младо; отприлике 50% становника Хонијаре је млађе од 30 година.

## Галерија
- Положај града
- Хотел у граду
- Спомен центар Гвадалканал

## Градови побратими
- Луганвил, Вануату.[10]
- Макај, Квинсленд, Аустралија.[11]
- Ђангмен, Кина.